# Sage集團
Sage集团（The Sage Group plc）是英国的一家跨国软件公司，总部位于泰因河畔纽卡斯尔。这家公司是英国第二大科技公司，并且也是世界第三大企业资源计划软件公司（仅次于甲骨文和SAP），在全世界有610万客户，在世界24个国家开展有业务。 Sage在伦敦证券交易所上市，并且是FTSE100指数的成份股之一。
2020 年 3 月， Sage 宣布将其巴西业务出售给当地业务总裁 Jorge Carneiro，这笔交易估计价值 100 万英镑，附加递延对价高达 900 万英镑。
2021年10月5日，Sage (OTCPK:SGPYY) 收购了英国的 GoProposal，这是一家为中小型会计师事务所提供提案管理软件的公司。GoProposal 成立于 2016 年，致力于通过提供完整的客户入职系统，专注于自动化定价、提案和订婚信解决方案，帮助英国、美国、加拿大和澳大利亚的会计和簿记业务实现更高的盈利增长。

## 外部连结
- 官方网站

55°02′06″N 1°38′57″W / 55.03509°N 1.64904°W